# Alexandre Jean-Baptiste Brun
Alexandre Jean-Baptiste Brun (Marselha, 3 de novembro de 1853 - Marselha, 5 de novembro de 1941) foi um ilustrador e pintor francês, aluno de Alexandre Cabanel, Carolus-Duran e Felix Bracquemond. Ele é especialmente conhecido por suas muitas pinturas marinhas e uma coleção de aquarelas em tons escuros representando orquídeas.

## Biografia
Alexandre Jean-Baptiste Brun nasceu em Marselha em 3 de novembro de 1853. Estudou pintura na École des Beaux-Arts de Paris, com mestres como Alexandre Cabanel, Carolus-Duran e Felix Bracquemond. Ele pintou com Adolphe Monticelli, Louis Tinayre e Henri Pinta. Após um primeiro casamento que o deixou viúvo, em 4 de maio de 1886, no 14º arrondissement de Paris, ele se casou com Lucile Dutheil, com quem teve três filhas e um filho.
Pintor marinho, fez numerosas ilustrações para enciclopédias e livros publicados pelas edições do Sea of Larousse.
Um iatista talentoso, acompanhou o príncipe Albert 1º de Mônaco em algumas de suas expedições oceanográficas. O príncipe o convidou a colaborar na criação dos afrescos do Grande Anfiteatro do Instituto Oceanográfico de Paris, para o qual financiou a construção.
Alexandre Brun também executou comissões para a Baronesa Nathaniel de Rothschild, os barões Arthur e Edmond de Rothschild e parentes, como Louis Libreck, para quem produziu seu trabalho mais famoso: uma série de aquarelas imortalizando a coleção de orquídeas de seu amigo. Pintor prolífico, produziu numerosos retratos de família, paisagens (margens do Sena, costas da Normandia, Porto de Joliette, calanques de Marselha) e naturezas-mortas.
Membro do Salon des artistes français de 1877, submeteu obras quase todos os anos até 1934.
Ele expôs em Londres na Royal Academy em 1881 e 1882 e na Exposição Universal em 1889, durante a qual recebeu a Medalha de Bronze, Seção Marinha, antes de decidir se dedicar a viajar por várias regiões da França e Argélia. Ele suspendeu suas atividades novamente em 1914 para retomar as atividades no final da guerra até 1934, quando se retirou para Malmousque em sua vila "L'Ouragan", exibindo apenas na Galeria Jouvene em Marselha.
Ele morreu em Marselha em 5 de novembro de 1941.

## Trabalho e temas
Pintor, gravador e pôster, suas principais obras são pinturas do mar.

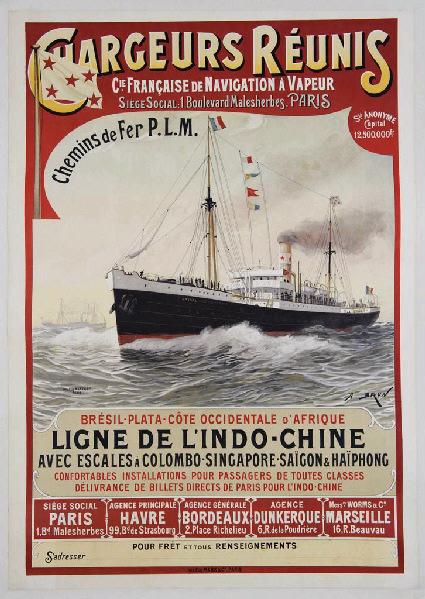
Cartaz, Carregadores Reunidos, Linha Indochina, Museu da Aquitânia

"Muito cedo, seja no Mediterrâneo ou em mares mais escuros, afirma-se uma técnica específica: lotes de cores para pedras e seixos de praia ou mesmo para as folhas que cobrem o caminho, quebrando a espuma do mar e as ondas formadas por breves pinceladas, sobrepostas ou em camadas, e o brilho intenso das praias".
Ele também produziu inúmeros pôsteres para as companhias de navegação, os Chargeurs Réunis, o Messageries Maritimes e a Société Générale des Transports Maritimes à Vapeur, com foco na intensa atividade dos Quais aux huiles e Quais aux blés em Rive-Neuve, em Marselha. Ele também participou da produção de cenários para a Ópera de Paris.

### Pinturas marinhas

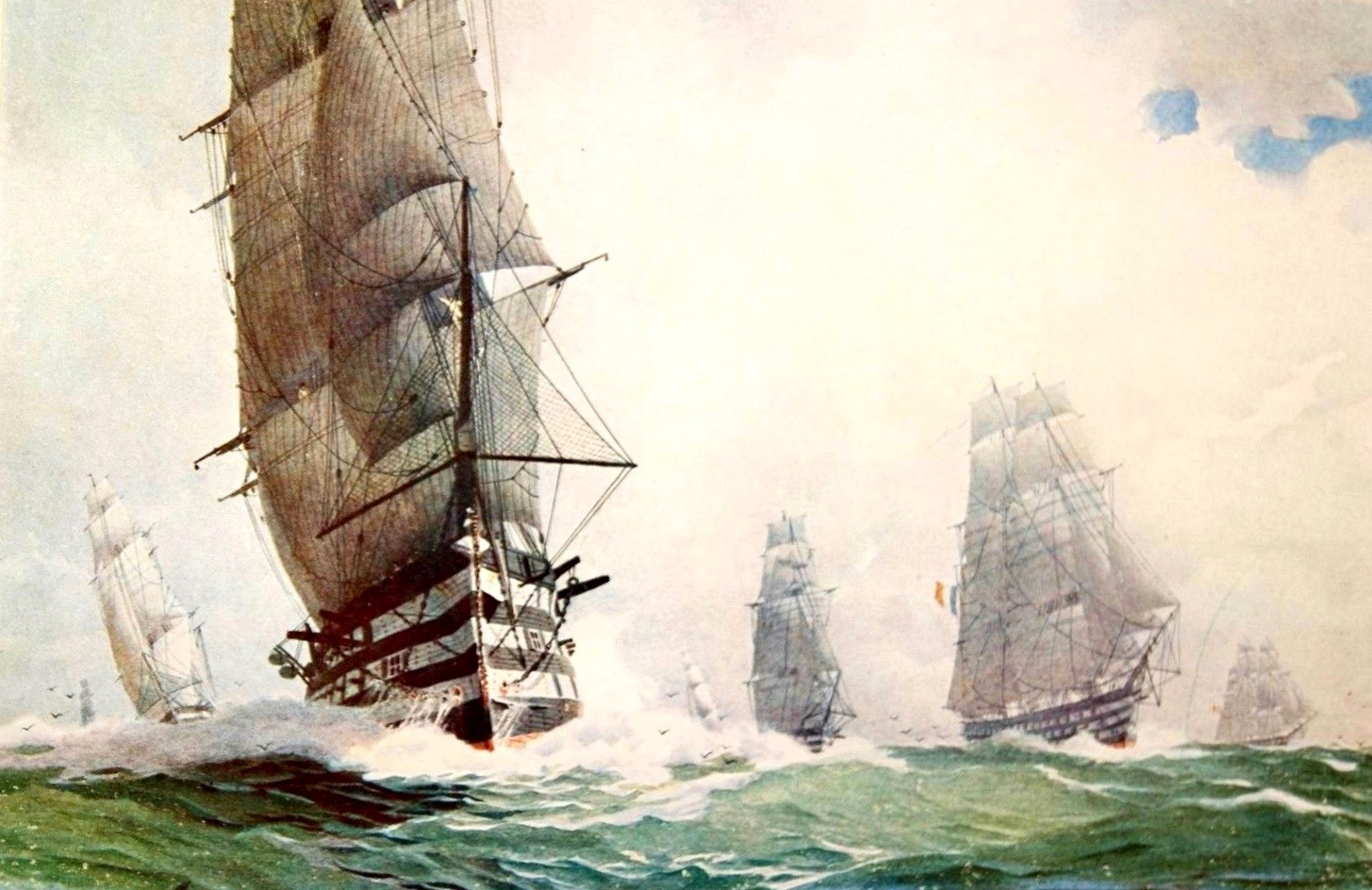
Asa de navio de três andares

Alexandre Brun pintou muitos fuzileiros navais (óleos sobre madeira, tela, aquarelas), representando a vida no mar, cenas da vida (A partida do marinheiro, 1885, Depois de um naufrágio, 1888), pescando ou tomando banho (Do mar, 1883), vistas de portos ou navios (principalmente com três mastros e tartanos). Ele também produziu ilustrações de eventos importantes (A captura de Sfax, 1882, Presidente Carnot a bordo do Formidable 1890), aquarelas de navios históricos (Le Soleil Royal, Royal Louis) e litografias de navios de guerra: The Marengo, The Ocean, Le Suffren e L'Epervier). Muitas de suas pinturas marinhas foram confiadas ao Museu Nacional da Marinha em 2002, onde, após uma longa e meticulosa campanha de restauração, foram estudadas, classificadas, inventariadas, restauradas e fotografadas. Atualmente, a maioria deles está nas reservas do Museu Marinho de Chaillot e será transferida em 2016 para o novo Centro de Conservação em Dugny.

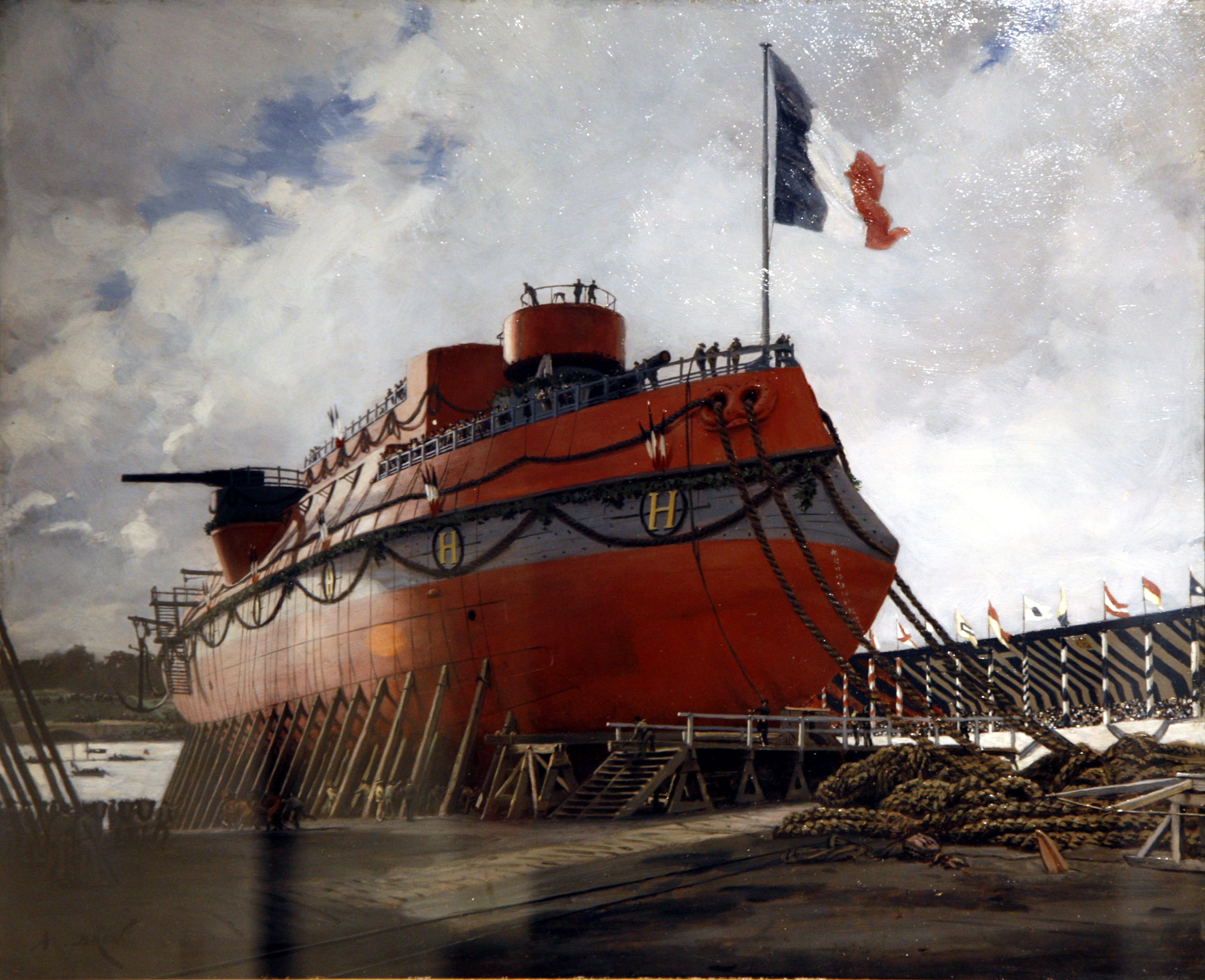
Lançamento do Hoche

Algumas pinturas foram exibidas temporariamente, principalmente em 2003 para lembranças de rivages e em 2009 para dez anos de aquisições. Duas pinturas são publicadas no livro Escales no Musée de la Marine publicado em janeiro de 2016 por Gallimard.
Essas pinturas, particularmente representativas da obra de Alexandre Brun, serão objeto de uma publicação e uma exposição virtual no site do museu.
Obras selecionadas também são realizadas na Câmara de Comércio e Indústria de Marselha, especialmente dois retratos de jovens (1874 e 1878), uma litografia do navio de guerra Suffren, uma lavagem representando o Porto Velho durante o 2500º aniversário de Marselha e alguns pôsteres.

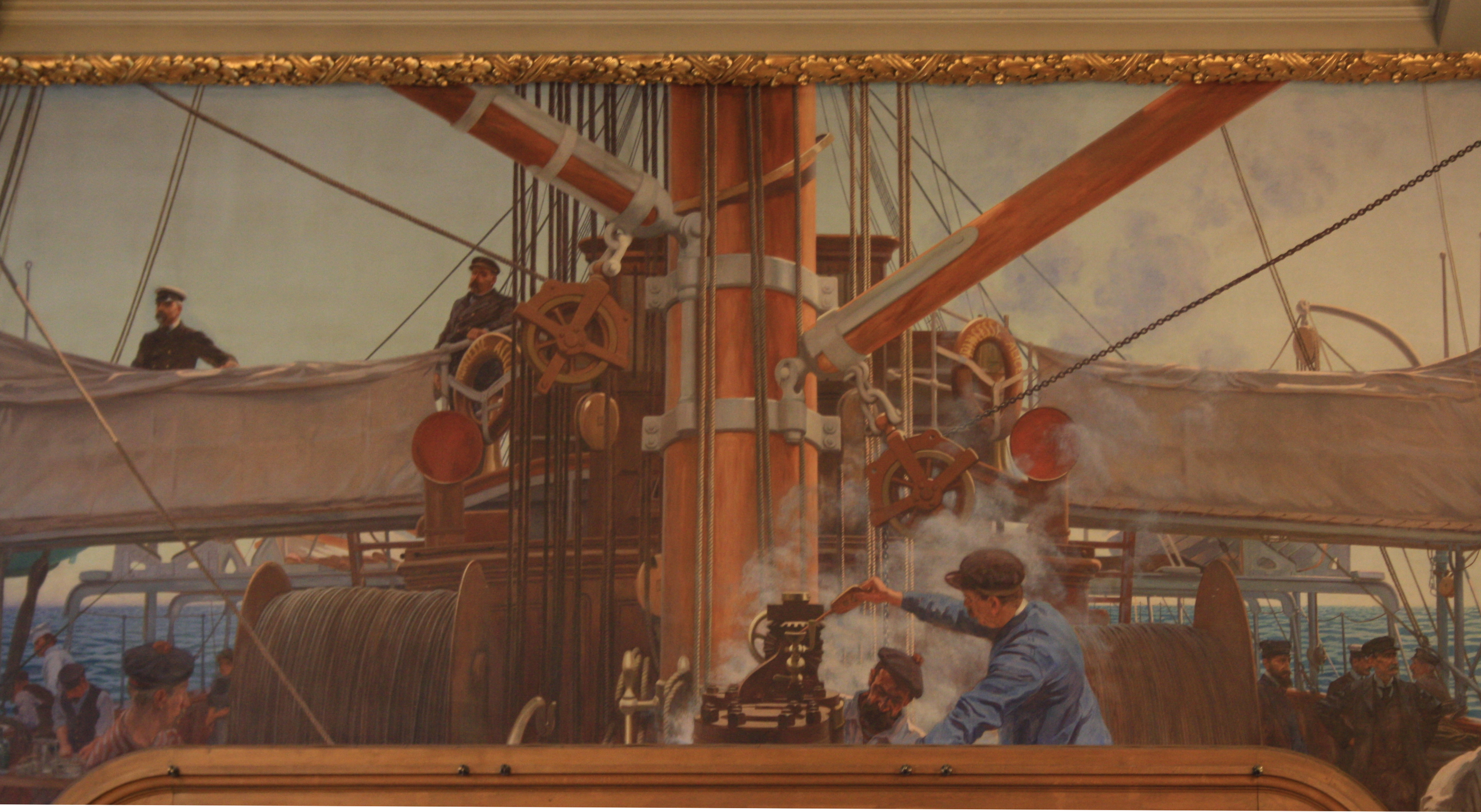
Institut océanographique de Paris, Afresco do Grande Anfiteatro

Com o pintor Louis Tinayre, ele realizou os quatro afrescos do Grande Anfiteatro do Institut océanographique de Paris. Louis Tinayre pintou os personagens, enquanto Alexander Brun, retratou o mar e o cordame.
O afresco principal, intitulado The Princess Alice Bridge durante um cruzeiro, circunda a baía alta que separa a sala grande da pequena. Essa vasta composição mostra as atividades típicas de um cruzeiro oceanográfico como o príncipe Albert I de Mônaco, o patrono do instituto, organizado no início do século XX.

### As Orquídeas

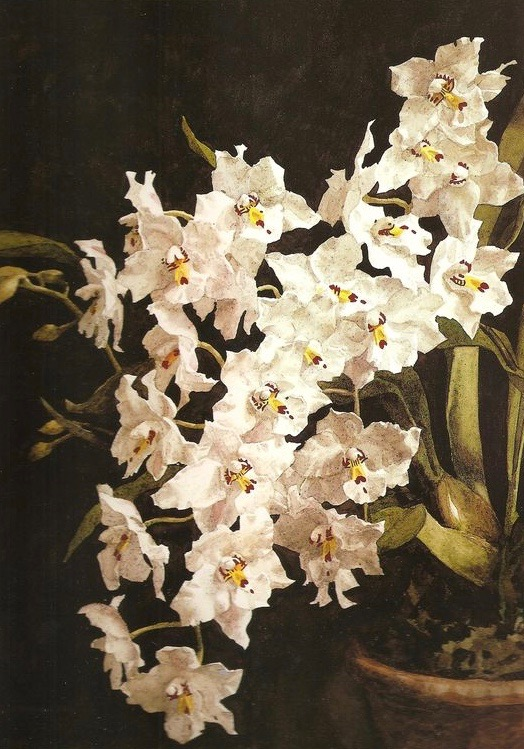
Orquidea Alexandre Brun

Alexandre Brun também é conhecido por sua famosa coleção de orquídeas, encomendada por seu amigo, o apaixonado e rico colecionador parisiense Louis Libreck.
Este trabalho meticuloso de documentação durou dois anos, de 1892 a 1894. Ele imortalizou os assuntos mais bonitos da coleção, representando fielmente em roupas escuras os mínimos detalhes de cem dessas flores raras e exóticas.
A coleção de cem aquarelas, esquecida por quase um século no cofre de um banco inglês, foi exibida pela primeira vez por volta de 1950, depois pela segunda vez em 1981, quando recebeu a medalha de ouro da Royal Horticultural Society of England.
Esta coleção foi imortalizada no livro As Orquídeas Esquecidas - Alexandre Brun de Phil Cribb, vice-curador do Herbário do Jardim Botânico Real de Kew, membro da Royal Horticultural Society da Inglaterra e autor de vários livros sobre orquídeas.

### Cenas

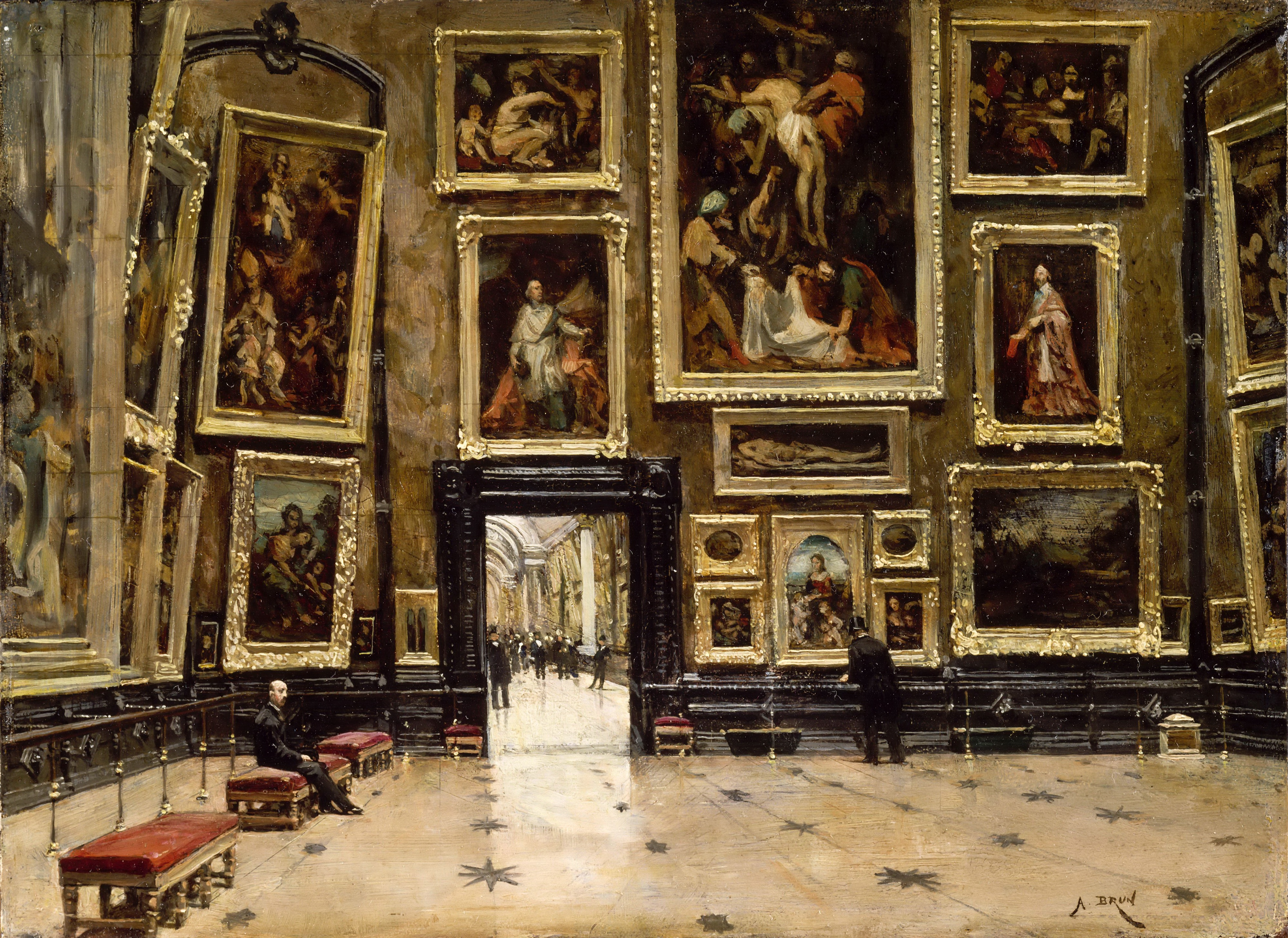
Vista do Salon Carré

Uma de suas obras mais famosas está no Museu do Louvre. Esta é a visão do Salon Carré.
O artista pintou a parede oeste, incluindo uma porta com vista para a Grande Galerie, e coberta com pinturas de todas as escolas. Desde 1848, o Salon Carré serviu de plataforma para as obras-primas do Louvre até a Primeira Guerra Mundial.
Esta pequena pintura a óleo sobre madeira (32 cm de comprimento por 24 cm de altura) oferece uma imagem fiel e meticulosa do Salon Carré como no século XIX. Pode-se reconhecer as famosas pinturas de Veronese, Rubens, Leonardo da Vinci, Rafael e Poussin, entre outras.
Alexandre Brun também pintou naturezas-mortas, paisagens e retratos.

### Ilustrações

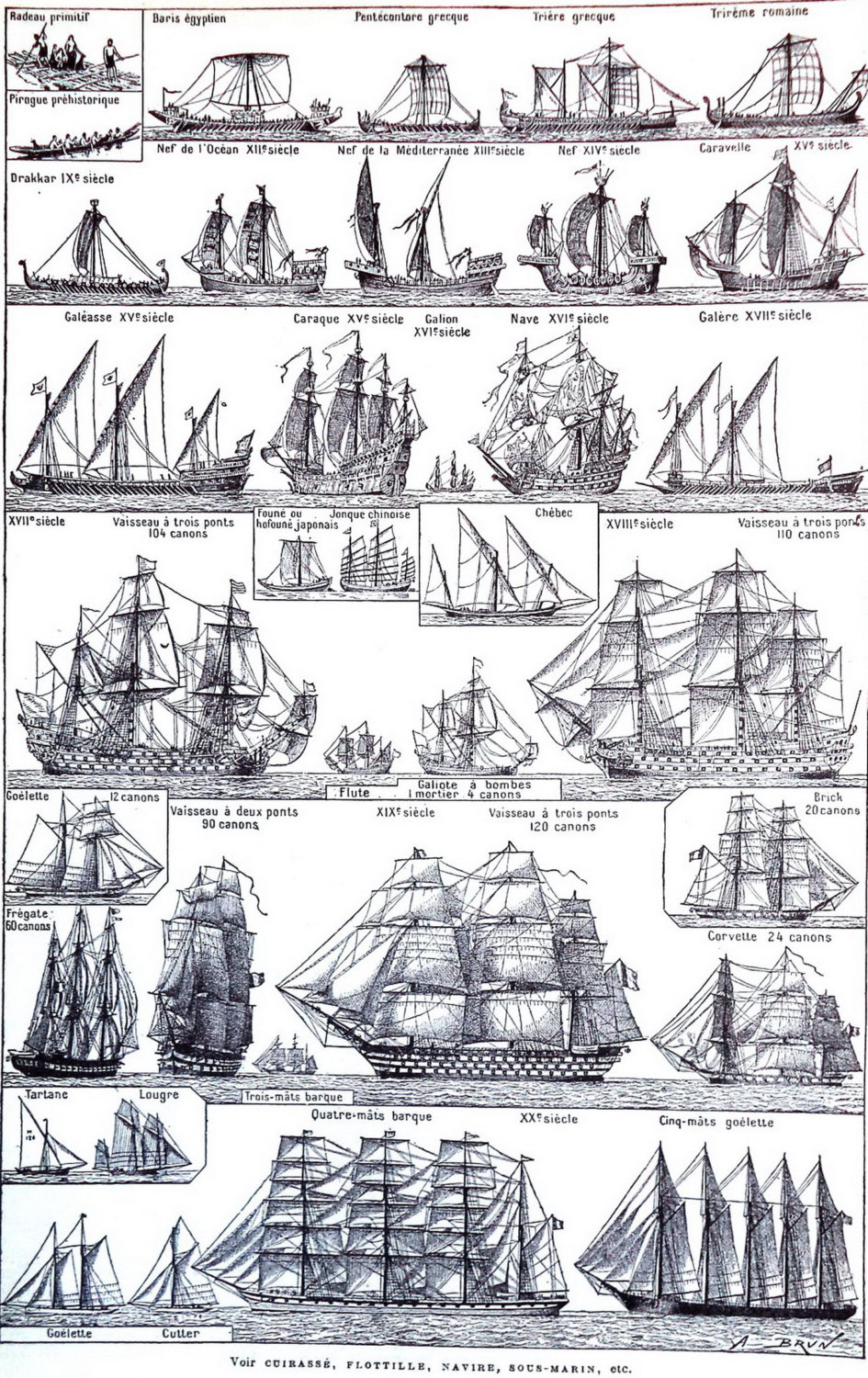
Alexandre Brun. Gravura ilustrada, Petit Larousse 1933

Ilustrador de livros, dicionários e enciclopédias, colaborou com as principais publicações da época: Ilustração, Mundo Ilustrado, Iate, etc. Sua experiência o levou a ser selecionado para ilustrar quase toda a seção marinha do Dicionário Ilustrado e livros temáticos como O Mar, O Mar na Natureza e O Mar e o Homem, publicados por Larousse. Produziu inúmeras placas técnicas, cortes de navios, pôsteres e gravuras sobre o tema do mar e da navegação.